# Орден «За заслуги» (Франция)
Национальный орден «За заслу́ги», также орден Заслу́г (фр. Ordre national du Mérite) — национальный орден Франции. Учреждён декретом от 3 декабря 1963 года президентом Франции генералом де Голлем в качестве замены многочисленным ведомственным орденам заслуг.
Орденом могут быть награждены французские граждане, за значительные гражданские и военные заслуги, в то же время недостаточные для награждения орденом Почётного легиона. Орденом могут награждаться также и иностранцы. Решение о награждении принимает премьер-министр Франции, являющийся Гроссмейстером ордена, по представлениям Правительства. Премьер-министр Франции становится кавалером Большого креста по истечении 6 месяцев деятельности на своём посту.
Великий канцлер ордена Почётного легиона также является и канцлером ордена Заслуг.
Орден заслуг является четвёртой по значимости наградой Франции после ордена Почётного легиона, ордена Освобождения и Военной медали.
27 июля 1972 года было создано Общество взаимопомощи членам Национального ордена Заслуг, переименованное 26 октября 1974 года в Ассоциацию членов Национального ордена Заслуг.

## Отменённые ордена
При учреждении ордена Заслуг были упразднены следующие ведомственные и колониальные награды:
- Орден Социальных заслуг (фр. L'Ordre du Mérite social), учреждён в 1936;
- Орден Здравоохранения (фр. L'Ordre de la Santé publique), учреждён в 1938;
- Орден Торговых и Промышленных заслуг (фр. L'Ordre du Mérite commercial et industriel), учреждён в 1939 (1961);
- Орден Туристических заслуг (фр. L'Ordre du Mérite touristique), учреждён в 1949;
- Орден Ремесленных заслуг (фр. L'Ordre du Mérite artisanal), учреждён в 1948;
- Орден Заслуг перед ветеранами (фр. L'Ordre du Mérite combattant), учреждён в 1953;
- Орден Почтовых заслуг (фр. L'Ordre du Mérite postal), учреждён в 1953;
- Орден Народного хозяйства (фр. L'Ordre de l'Économie nationale), учреждён в 1954;
- Орден Спортивных заслуг (фр. L'Ordre du Mérite sportif), учреждён в 1956;
- Орден Военных заслуг (фр. L'Ordre du Mérite militaire), учреждён в 1957;
- Орден Трудовых заслуг (фр. L'Ordre du Mérite du Travail), учреждён в 1957;
- Орден Гражданских заслуг (фр. L'Ordre du Mérite civil), учреждён в 1957;
- Орден Саха́рских заслуг (фр. L'Ordre du Mérite saharien), учреждён в 1958;
- Орден Чёрной звезды (фр. L'Ordre de l'Étoile noire), учреждён в 1889;
- Орден Звезды Анжуана (фр. L'Ordre de l'Étoile d'Anjouan), учреждён в 1874;
- Орден Нишан-эль-Ануар (фр. L'Ordre du Nichan el Anouar), учреждён в 1887.

## Степени
Орден Заслуг имеет пять степеней:
 Кавалер Большого креста (фр. Grand'croix) — знак ордена на широкой ленте через правое плечо и золотая звезда на левой стороне груди;
 Великий офицер (фр. Grand officier) — знак ордена на ленте с розеткой на груди и серебряная звезда на правой стороне груди;
 Командор (фр. Commandeur) — знак ордена на шейной ленте;
 Офицер (фр. Officier) — знак ордена на ленте с розеткой на груди;
 Кавалер (фр. Chevalier) — знак ордена на ленте на груди.

## Знаки ордена
Знаки ордена «За заслуги» были спроектированы Максом Леоньяни (фр. Max Léognany).
Знак — шестиконечный крест с раздвоенными концами, покрытый синей эмалью. Между плечами креста листья лавра, образующие остроконечные лучи. В центральном медальоне с лицевой стороны изображение головы Марианны, символизирующей собой Французскую Республику, окружённой надписью «République Française»; с оборотной стороны — два перекрещенных французских флага, покрытых эмалями, и окружённых названием ордена и датой его учреждения. Крест подвешен к лавровому венку, который через кольцо крепится к ленте. Знаки первых четырёх степеней — позолоченные, а знак кавалера — серебряный. Диаметр знака кавалера Большого креста — 70 мм, командора — 60 мм, великого офицера, офицера и кавалера — 40 мм.
Звезда (2-я модель, с 21 февраля 1980 года) — двенадцатиконечный крест, с раздвоенными концами, без эмали. Концы лучей увенчаны шариками. Между плечами креста остроконечные лучи, покрытые синей эмалью. В центральном медальоне — изображение головы Марианны и по кругу, на синем эмалированном поле, надпись «République Française / Ordre national du Mérite». Медальон окружён лавровым венком. Звезда кавалера Большого креста — позолоченная, Великого офицера — серебряная. Диаметр звезды — 90 мм.
Звезда 1-й модели (до 21 февраля 1980 года) не имела шариков на концах лучей и эмалевого покрытия.
Лента ордена — муаровая, синяя («цвет Франции», фр. bleu de France). Ширина ленты кавалера Большого креста — 100 мм, командора — 40 мм, великого офицера, офицера и кавалера — 37 мм.
Для ношения при повседневной гражданской одежде предусмотрены розетки из орденской ленты (диаметром 6 мм), а при мундирной одежде — планки.

## Ограничения числа награждённых
В целях поднятия престижа и значимости награды правительством принимаются меры по постепенному сокращению числа награждений орденом. Декретом от 23 января 2012 года были утверждены нижеследующие сниженные нормы награждения орденом Заслуг в течение 2012—2014 гг.
| Гражданских:          | Военных:              |
| Большого креста — 6   | Большого креста — 4   |
| Великих офицеров — 12 | Великих офицеров — 10 |
| Командоров — 140      | Командоров — 80       |
| Офицеров — 720        | Офицеров — 450        |
| Кавалеров — 3400      | Кавалеров — 1500      |

По данным Ассоциации членов Национального ордена Заслуг в ордене состоит:
| Степень / На дату:        | 31 декабря 2010 | 31 декабря 2011 | 31 декабря 2012 |
| ------------------------- | --------------- | --------------- | --------------- |
| Кавалеров Большого креста | 138             | 138             | 137             |
| Великих офицеров          | 310             | 307             | 298             |
| Командоров                | 5295            | 5193            | 5078            |
| Офицеров                  | 32140           | 31876           | 31614           |
| Кавалеров                 | 153590          | 155438          | 153329          |